# Émile van Dievoet
Pour les articles homonymes, voir Dievoet.
Ne doit pas être confondu avec Auguste van Dievoet.
Le baron Émile van Dievoet, né le 10 juin 1886 à Lombeek-Sainte-Catherine et mort le 24 juin 1967 à Louvain, est un avocat et homme politique belge catholique.

## Biographie
Josse-Émile (ou Emiel) van Dievoet, né le 10 juin 1886 à Lombeek-Sainte-Catherine, est issu d'un milieu modeste. Il est le fils d'Antoon Van Dievoest, forgeron et aubergiste, et de Coleta Heylenbosch. Il est le père des écuyers : 
- Guido van Dievoet, né à Louvain le 12 octobre 1924, professeur à l'Université catholique de Louvain et historien du droit.
- Walter van Dievoet, né à Louvain le 24 juin 1931 et mort le 6 février 2023, spécialiste de l'orfèvrerie ancienne et membre de l'Académie d’histoire de l’orfèvrerie en Belgique.

Il fait ses humanités au petit séminaire à Malines. Ayant trouvé un emploi en 1905 au Boerenbond, il parvient à financer ses études universitaires et est diplômé docteur en droit en 1912 et en sciences politiques et sociales en 1913 à l'Université catholique de Louvain. Il étudie par la suite également à l'Université de Paris, l'Université d'Heidelberg et l'Université de Berne.
À la sortie des études, il s'inscrit comme avocat au barreau de Louvain en 1914. Il reste toutefois actif au sein du Boerenbond dont il devient vice-président en 1936. Il est professeur à l'Université catholique de Louvain de 1919 à 1955. De 1926 à 1927, il est président de l'Union catholique belge.
Il se lance également en politique. De 1919 à 1936, il est député sur la liste catholique à la Chambre des représentants pour l'arrondissement de Bruxelles. Ses interventions au parlement portaient principalement sur l'agriculture et la justice.
Il est ministre de l'Agriculture de 1931 à 1932 dans le gouvernement Renkin I et brièvement ministre de la Justice de janvier à février 1939 dans le gouvernement Spaak I. Il a été président de l'Association pour l'étude comparée du droit de la Belgique et des Pays-Bas et de 1941 à 1963, il est président des Assurances du Boeronbond belge.
Il est une figure historique du Mouvement flamand et de la défense du néerlandais. Il s'est en particulier impliqué dans la lutte pour la flamandisation de la vie juridique et contre l'extension de Bruxelles. Selon l'historienne Els Witte, il a tenté de s'opposer à l'incorporation de Haren à la ville de Bruxelles, craignant que la population ne perde son caractère rural catholico-flamand.
Il faisait partie de l'Académie royale flamande des sciences, de lettres et des beaux-arts de Belgique.
À la suite de son décès le 24 juin 1967 à Louvain, ses funérailles sont célébrées à la collégiale Saint-Pierre de Louvain et il est inhumé au cimetière de l'abbaye de Parc à Heverlee.

## Hommages et distinctions
Le roi Baudouin Ier l'anoblit le 17 mars 1967 avec le titre de baron. Il obtint officiellement concession de noblesse héréditaire et du titre personnel de baron le 30 avril 1968. Les Lettres patentes furent délivrées à Eugénie Bulens, sa veuve, fille d'Henri et de Marie Deschreyer.
Il est aussi docteur honoris causa de l'Université d'Utrecht et de l'Université de Nimègue.
Le Prix Baron Emiel van Dievoet est attribué tous les cinq ans respectivement en français et néerlandais par l'UC Louvain et par la KU Leuven. Il a été instauré en 1950 pour favoriser le développement des sciences juridiques par la publication d'ouvrages remarquables de jeunes chercheurs.
Le prince régent Charles de Belgique lui a décerné la distinction suivante en 1946 :
- Grand officier de l'ordre de la Couronne.

## Héraldique
| Armoiries d'Emile, baron van Dievoet | Armoiries d'Emile, baron van Dievoet |
| ------------------------------------ | --- |
|                                      | Ecu: D'argent à une main de justice de gueules, le champ chapé du même, à deux croix ancrées du premie Couronne: couronne de baron Heaume: d'argent couronné. Lambrequins : d'argent et de gueules. Cimier: une croix de l'écu. Devise : Houd voet bij stuk, d'argent sur un listel de gueules. Supports : deux lions d'or, armés et lampassés de gueules. Note: Les membres de cette famille portent actuellement le titre de Jonkheer. |